# Рокитнянська селищна рада
Роки́тнянська се́лищна ра́да — адміністративно-територіальна одиниця та орган місцевого самоврядування в Рокитнянському районі Київської області. Адміністративний центр — селище міського типу Рокитне.

## Загальні відомості
- Населення ради: 11 305 осіб (станом на 2015 рік)[1]
- Територією ради протікає річка Рось

## Населені пункти
Селищній раді підпорядковані населені пункти:
- смт Рокитне

## Склад ради
Рада складається з 30 депутатів та голови.
- Голова ради: Богданов Юрій Андрійович

### Керівний склад попередніх скликань
| Прізвище, ім'я, по батькові | Основні відомості                                                | Дата обрання | Дата звільнення |
| --------------------------- | ---------------------------------------------------------------- | ------------ | --------------- |
| Коваленко Андрій Васильович | Селищний голова, 1960 року народження, безпартійний              | 26.03.2006   | 31.10.2010      |
| Богданов Юрій Андрійович    | Селищний голова, 1974 року народження, освіта вища, безпартійний | 26.10.2014   |                 |

Примітка: таблиця складена за даними сайту Верховної Ради України

### Депутати
За результатами місцевих виборів 2010 року депутатами ради стали:

#### За суб'єктами висування
| Суб'єкт висування                        | Кількість обраних депутатів | %    |
| ---------------------------------------- | --------------------------- | ---- |
| Самовисування                            | 25                          | 83,3 |
| Єдиний Центр                             | 1                           | 3,3  |
| Партія регіонів                          | 1                           | 3,3  |
| Політична партія «Сильна Україна»        | 1                           | 3,3  |
| Прогресивна соціалістична партія України | 1                           | 3,3  |
| Соціалістична партія України             | 1                           | 3,3  |

#### За округами
| № округу                                 | Прізвище, ім'я, по батькові          | Дата визнання обраним | Освіта             | Партійна приналежність                          | Відомості про обраного депутата                                                             |
| ---------------------------------------- | ------------------------------------ | --------------------- | ------------------ | ----------------------------------------------- | ------------------------------------------------------------------------------------------- |
| Єдиний Центр                             |                                      |                       |                    |                                                 |                                                                                             |
| 21                                       | Рисак Ірина Володимирівна            | 05.11.2010            | вища               | позапартійна                                    | начальник, вАТ НАСК «Оранта»                                                                |
| Партія регіонів                          |                                      |                       |                    |                                                 |                                                                                             |
| 16                                       | Усенко Петро Петрович                | 05.11.2010            | середня            | член Партії регіонів                            | фізична особа-підприємець                                                                   |
| Політична партія «Сильна Україна»        |                                      |                       |                    |                                                 |                                                                                             |
| 9                                        | Безуглий Сергій Іванович             | 05.11.2010            | вища               | член Політичної партії «Сильна Україна»         | фізична особа-підприємець                                                                   |
| Прогресивна соціалістична партія України |                                      |                       |                    |                                                 |                                                                                             |
| 29                                       | Панасюк Ніна Тихонівна               | 05.11.2010            | середня            | член Прогресивної соціалістичної партії України | пенсіонер                                                                                   |
| Соціалістична партія України             |                                      |                       |                    |                                                 |                                                                                             |
| 11                                       | Семенюта Віктор Володимирович        | 05.11.2010            | вища               | позапартійний                                   | пенсіонер                                                                                   |
| Самовисування                            |                                      |                       |                    |                                                 |                                                                                             |
| 1                                        | Зінченко Світлана Семенівна          | 05.11.2010            | вища               | член Всеукраїнського об'єднання «Батьківщина»   | Рокитнянська загальноосвітня школа І-ІІІ ст. № 1, вчитель                                   |
| 2                                        | Кикоть Богдан Іванович               | 05.11.2010            | вища               | позапартійний                                   | фізична особа-підприємець                                                                   |
| 3                                        | Буката Лідія Олександрівна           | 05.11.2010            | вища               | позапартійна                                    | Рокитнянський районний ліцей, вчитель математики                                            |
| 4                                        | Семенюта Наталія Петрівна            | 05.11.2010            | середня спеціальна | позапартійна                                    | Спеціаліст I категорії, рокитнянська селищна рада                                           |
| 5                                        | Брежестовський Віталій Володимирович | 05.11.2010            | вища               | позапартійний                                   | Начальник цеху, київська обласна філія ВАТ «Укртелеком»                                     |
| 6                                        | Горовенко Олексій Валентинович       | 05.11.2010            | середня спеціальна | член Всеукраїнської партії Миру і Єдності       | тОВ «Земляк», директор                                                                      |
| 7                                        | Лузанчук Сергій Анатолійович         | 05.11.2010            | вища               | позапартійний                                   | Комерційний директор, зАТ «Універсам»                                                       |
| 8                                        | Крячок Світлана Адамівна             | 05.11.2010            | середня спеціальна | позапартійна                                    | дитячий будинок «Чебурашка», директор                                                       |
| 10                                       | Мовчан Любов Володимирівна           | 05.11.2010            | вища               | позапартійна                                    | Лікар УЗД, центральна районна лікарня                                                       |
| 12                                       | Сорокін Юрій Вікторович              | 05.11.2010            | вища               | позапартійний                                   | фізична особа-підприємець                                                                   |
| 13                                       | Баранов Олександр Генадійович        | 05.11.2010            | вища               | позапартійний                                   | фізична особа-підприємець                                                                   |
| 14                                       | Мирець Тетяна Миколайович            | 05.11.2010            | вища               | член Всеукраїнського об'єднання «Батьківщина»   | завідувачка, рокитнянська районна бібліотека для дітей                                      |
| 15                                       | Костюкова Валентина Володимирівна    | 05.11.2010            | вища               | позапартійна                                    | Головний спеціаліст відділу з призначення соціальних допомог і субсидій, рокитнянське УПСЗН |
| 17                                       | Борзак Микола Валентинович           | 05.11.2010            | вища               | позапартійний                                   | фізична особа-підприємець                                                                   |
| 18                                       | Самойленко Віктор Прокопович         | 05.11.2010            | вища               | позапартійний                                   | пенсіонер                                                                                   |
| 19                                       | Шимченко Юрій Леонідович             | 05.11.2010            | вища               | позапартійний                                   | Державний реєстратор, рокитнянська РДА                                                      |
| 20                                       | Богданов Юрій Андрійович             | 05.11.2010            | вища               | позапартійний                                   | Начальник відділу з організаційного забезпечення., рокитнянська районна рада                |
| 22                                       | Вітенко Сергій Степанович            | 05.11.2010            | незакінчена вища   | позапартійний                                   | майстер, рокитнянське ДУ                                                                    |
| 23                                       | Глиняний Олександр Іванович          | 05.11.2010            | вища               | позапартійний                                   | рокитне Трансекспедиція, директор                                                           |
| 24                                       | Лациба Марина Вікторівна             | 05.11.2010            | вища               | позапартійна                                    | Головний спеціаліст, рокитнянське управління юстиції                                        |
| 25                                       | Омелян Володимир Петрович            | 05.11.2010            | вища               | позапартійний                                   | фізична особа-підприємець                                                                   |
| 26                                       | Пустовіт Василь Миколайович          | 05.11.2010            | вища               | позапартійний                                   | Начальник відділу охорони праці, вАТ «Рокитнянськийспецкарєр»                               |
| 27                                       | Демчук Валентина Іванівна            | 05.11.2010            | середня спеціальна | позапартійна                                    | комендант, рокитнянський профліцей                                                          |
| 28                                       | Пастушенко Петро Іванович            | 05.11.2010            | вища               | член Всеукраїнського об'єднання «Батьківщина»   | пенсіонер                                                                                   |
| 30                                       | Кучеров Юрій Олександрович           | 05.11.2010            | вища               | член Єдиного Центру                             | менеджер, київське регіональне управління ПАТКБ Приватбанк                                  |